# Markus Weissenberger
Markus Weissenberger (* 8. März 1975 in Lauterach) ist ein ehemaliger österreichischer Fußballspieler.
Seine beiden Brüder Thomas und Philipp waren ebenfalls als Profifußballspieler aktiv.

## Verein
Weissenberger begann seine Karriere in FC Hard und später bei Dornbirn. Sein erster großer Verein war der SV Spittal/Drau in Kärnten. 1995 kam er zu seinem ersten Profiverein LASK. Mit guten Leistungen konnte er nicht nur den österreichischen Teamchef Otto Barić, sondern auch Talentspäher aus Deutschland begeistern; 1999 unterschrieb er einen Vertrag bei Arminia Bielefeld.
Sein Deutschland-Aufenthalt endete neun Jahre später, bei Eintracht Frankfurt. Er spielte in Deutschland zwei Jahre für die Arminia, drei für den TSV 1860 München und vier für die Eintracht. 2008 kehrte Weissenberger nach Österreich zurück und unterschrieb einen Vertrag bis Ende der Saison 2008/09 beim LASK. Im Verlauf der Saison wurde der Vertrag um ein weiteres Jahr bis zum Ende der Saison 2009/10 verlängert; allerdings fiel Weissenberger aufgrund einer Mittelfußfraktur, die noch durch einen Krankenhauskeim verkompliziert wurde, ein ganzes Jahr aus. Am 12. Mai 2010 gab der LASK bekannt, den Vertrag des Vorarlbergers für die kommende Saison nicht mehr zu verlängern. Der Spieler beendete daraufhin seine Profikarriere und arbeitet nun als Spielerberater.
Im Sommer 2010 wechselte er zum oberösterreichischen Landesligisten Union Pregarten.

## Nationalmannschaft
In der österreichischen Nationalmannschaft debütierte Markus Weissenberger am 18. August 1999 gegen Schweden. Sein einziges Länderspieltor gelang ihm am 27. März 2002 gegen die Slowakei. Er gehörte zum erweiterten Kader der Österreicher für die Europameisterschaft 2008 im eigenen Land, jedoch nominierte Teamchef Josef Hickersberger den Vorarlberger nicht, da er sich im letzten Meisterschaftsspiel der deutschen Bundesliga mit der Eintracht gegen den MSV Duisburg einen Sehnenanriss zugezogen hatte und somit für Hickersberger nicht fit genug war, um bei der EM der Mannschaft helfen zu können.